# مدفعية القدرات المهنية للقوات المسلحة
تُعَد مدفعية القدرات المهنية للخدمات المسلحة اختبارًا متعدد الاختيارات، تديره قيادة معالجة المدخل العسكري للولايات المتحدة، وتُستخدم لتحديد الأهلية للتجنيد في القوات المسلحة للولايات المتحدة. غالبًا ما يتم تقديمه لطلاب المدارس الثانوية في الولايات المتحدة عندما يكونون في الصف العاشر والحادي عشر والثاني عشر، على الرغم من أن أي شخص مؤهل للتجنيد يمكنه الالتحاق به.[بحاجة لتوضيح]